# هرولد
هرولد (به هلندی: Herveld) یک منطقهٔ مسکونی در هلند است که در افربیتووه واقع شده‌است.